# Bröllopsgärd
Bröllopsgärd kallades i Sverige en tillfällig skatt (gärd eller bevillning) som togs ut för kostnaderna i samband med en kunglig persons giftermål. Benämningen finns första gången belagd i Kristofers landslag.
Sista gångerna som bröllopsgärd togs ut i Sverige var 1766–1768 och 1798–1800. När kronprins Gustav, sedermera Gustav III, 1766 gifte sig med Sofia Magdalena av Danmark togs en bröllopsgärd ut under tre år efter beslut vid detta års riksdag. Vid 1792 års riksdag beviljade Riksens ständer att en lika stor bröllopsgärd som 1766 skulle få tas ut efter fullbordande av kronprins Gustav Adolfs eventuella giftermål. Skatten togs ut under åren 1798 till 1800 efter Gustav IV Adolfs äktenskap med Fredrika av Baden 1797.
När kronprins Oscar, sedermera Oscar I, gifte sig med Josefina av Leuchtenberg 1823 aktualiserades frågan om en bröllopsgärd åter, men denna gång beslutade riksdagen att någon sådan särskild skatt inte skulle tas ut för att finansiera giftermålets kostnader som uppskattades till 600 000 riksdaler banco.